# Idiochlora obnupta
Idiochlora obnupta là một loài bướm đêm trong họ Geometridae.